# An-My Lê
An-My Lê (* 1960, Ho Či Minovo Město) je vietnamsko-americká fotografka a profesorka na Bard College.
Je členkou MacArthur Foundation za rok 2012 a získala stipendium John Simon Guggenheim Memorial Foundation Fellowship (1997), cenu National Science Foundation Antarctic Artists, Writers Program Award (2007) a Tiffany Comfort Foundation Fellowship (2010). Její práce byla zahrnuta v roce 2017 na přehlídce umění Whitney Biennial.

## Životopis
An-My Lê se narodila v Saigonu ve Vietnamu v roce 1960. Vietnam opustila v roce 1975. Studovala biologii na Stanfordově univerzitě, bakalářský titul získala v roce 1981 a magisterský titul v roce 1985. Navštěvovala Yale School of Art, kde získala titul MFA v roce 1993.
Její kniha Small Wars vyšla v roce 2005. V listopadu 2014 vyšla v nakladatelství Aperture její druhá kniha Events Ashore, která zobrazuje devítiletý průzkum amerického námořnictva působícího po celém světě. Projekt začal, když byla umělkyně pozvána, aby fotografovala americké námořní lodě připravující se na nasazení v Iráku, první ze série návštěv bitevních lodí, humanitárních misí v Africe a Asii, výcvikových cvičení a vědeckých misí v Arktidě a Antarktidě.

## Ocenění a granty
- 1993: Blair Dickinson Memorial Award, Yale University School of Art[6]
- 1995: Stipendium CameraWorks Inc.[6]
- 1996: Stipendium New York Foundation for the Arts ve fotografii[7]
- 1997: Stipendium John Simon Guggenheim Memorial Foundation[7]
- 2004: John Gutmann Photography Fellowship[6]
- 2007: Cena National Science Foundation, Antarctic Artists and Writers Programme[8]
- 2010: Tiffany Comfort Foundation[9]
- 2012: John D. a Catherina T. MacArthur Foundation Fellowship[6]

## Knihy
- Small Wars. New York: Aperture, 2005. Esej: Richard B. Woodward. Interview: Hilton Als.
- Events Ashore. New York: Aperture, 2014. Esej: Geoff Dyer.

## Další díla
- Viêt Nam (1994–1998)
- Small Wars (1999–2002) – album fotografií, které pořídila v letech 1999 až 2002 během rekonstrukce války ve Vietnamu. Fotografie byly primárně pořízeny černobíle a zobrazují různé scény bitev z války ve Vietnamu.
- 29 Palms (2003–2004)
- Trap Rock (2006)

## Výstavy
- Bienále Whitney 2017[3]